# Конрад Пойтингер
Конрад Пойтингер (на немски: Konrad Peutinger) е германски хуманист, дипломат, политик и икономист. Известен е с огромното количество антикварен материал, събран с помощта на Маркус Велсер и Маргарета Велсер, поставил началото на една от най-големите частни библиотеки северно от Алпите. На негово име е наречена една от средновековните карти, представяща по-важните градове и пътища познати на римляните – Пойтингерова карта.

## Биография
Конрад Пойтингер е роден на 14 октомври 1465 година в Аугсбург, Бавария. Учи в Болоня и Падуа.
Пойтингер е един от известните средновековни колекционери и издатели на римски писмени паметници, като неговото име се свързва с известната Пойтингерова карта – карта на римските пътища и градове по времето на Западната Римска империя, открита от Конрад Целтис. Пойтингер е първият който отпечатва Гетика от Йорданес , както и Historia gentis Langobardorum от Павел Дякон.
Пойтингер умира на 28 декември 1547 година.